# Josef Skalák
Josef Skalák (30. října 1874 Křečhoř – 9. března 1968 Praha) byl československý novinář a politik; meziválečný poslanec a senátor Národního shromáždění za Československou sociálně demokratickou stranu dělnickou, později za Komunistickou stranu Československa.

## Biografie
V letech 1893-1897 pracoval jako úředník v patentní kanceláři v Praze. Už koncem 19. století patřil do skupiny studentů, kteří v rámci pokrokářského hnutí tíhli k socialistickým proudům. Z jejich iniciativy pak roku 1896 vznikla Strana pokrokových socialistů. Později přešel do sociální demokracie, kde byl redaktorem listu Právo lidu. V letech 1918-1920 zároveň působil jako vedoucí redaktor revue Akademie. Používal i pseudonym Józa Skalák.
V parlamentních volbách v roce 1920 získal poslanecké křeslo v Národním shromáždění. Zvolen byl za sociální demokraty, v průběhu volebního období přešel do nově vzniklé KSČ. Během rozkolu v sociální demokracii roku 1920 patřil k hlavním postavám levicové frakce.
Podle údajů k roku 1920 byl profesí ředitelem listu Právo lidu, bytem na Královských Vinohradech. Později se stal redaktorem komunistického deníku Rudé právo. Překládal z ruštiny a francouzštiny. Byl autorem politických a společenskovědních publikací. V roce 1924 je zmiňován jako úředník administrace Rudého Práva na Královských Vinohradech.
V parlamentních volbách v roce 1925 získal za komunisty senátorské křeslo v Národním shromáždění. V roce 1929 byl v souvislosti s nástupem skupiny mladých, radikálních komunistů (takzvaní Karlínští kluci), kteří do vedení KSČ doprovázeli Klementa Gottwalda, odstaven od moci a vyloučen z KSČ. V parlamentu se stal členem nového poslaneckého klubu nazvaného Komunistická strana Československa (leninovci). V senátu zasedal do roku 1929. Po V. sjezdu KSČ v roce 1929, kdy převládlo radikální křídlo okolo Klementa Gottwalda, se pak Skalák vrátil do sociální demokracie.